# Dubbelliv
Detta är en artikel om TV-serien Dubbelliv, för begreppet dubbelliv, se dubbelliv
Dubbelliv är en svensk tv-serie för ungdomar som sänds på Sveriges Televisions barnkanal. Den handlar om hur det är att leva med skilda föräldrar och hur det är att vara tonåring. Huvudpersonerna i serien är två ungdomar som heter Alex och Amanda. Första säsongen av Dubbelliv sändes i 12 delar 2010 och andra säsongen i 12 delar 2012.

## Rollista
- Hanna Ardéhn - Amanda
- Joel Lützow - Alex
- Andreas Kundler - Peter
- Åsa Karlin - Kristina
- Johan Holmberg - Lars
- Eddie Hultén - Jacob
- Lotta Karlge - Anna
- Joel Bäcklund Reboia - Gustav
- Moa Zetterlund - Line

## Handling

### Första säsongen
Alex och Amanda känner varandra genom gemensamma kompisar och har blivit småförtjust i varandra. Deras känslor till varandra ändras radikalt när Amandas pappa bestämmer sig för att separera från Amandas mamma och Alex mamma separerar från Alex pappa. När det senare visar sig att Amandas pappa Peter och Alex mamma Kristina ska flytta ihop rasar allting. Alex och Amanda ska alltså bli bonussyskon istället för att bli tillsammans. Amanda är både ledsen och förbannad över att hennes pappa Peter kunde lämna Amandas mamma för Kristina. Alex pappa börjar senare att dricka en stor mängd alkohol, vilket innebär att Alex och lillasyster Line inte kan vistas så mycket hemma hos honom. Det är mycket bråk och problem, men till slut verkar allting dock lösa sig, alla kommer så gott som överens om att sluta bråka och försonas istället.

### Andra säsongen
Amandas farfar dör hastigt och Amanda blir förkrossad och tröstas av Alex. Det visar sig efter skolavslutningen och lite krångel med nyckelproblem att både Alex och Amanda fortfarande har kvar kärlekskänslor för varandra. Amandas pappa Peter får ärva sommarstugan som hennes farfar haft i alla år. Det är mycket jobb med sommarstugan så Peter och Kristina bestämmer sig för att vistas där under sommaren för att rusta upp stugan. Alex vill egentligen inte följa med för han tycker det är tråkigt att vara där. Men nere vid bandstranden träffar Amanda och Alex på några andra ungdomar, en kille som heter Niko som Amanda inte alls gillar, och en tjej som heter Julia. Julia och Amanda finner varandra ganska snabbt och Niko och Alex blir polare. Det kanske kommer att bli en bra sommar trots allt med de nya vännerna, men det prövar Alex och Amandas relation ordentligt.  När Alex och Amanda kommer hem från landet ändras allt. Amandas pappa Peter och Alex mamma Kristina ska skiljas så då måste Amanda flytta till sin mamma som är ihop med en ny. Året därpå träffas Alex och Amanda i en butik och sedan efter Amandas basketträning.